# Омельченко Микола Григорович
Микола Григорович Омельченко (16 червня 1936, село Задонецьке, Зміївський район, Харківська область — 1 листопада 2019) — президент Дніпропетровського регіонального відділення Міжнародного фонду економічних і гуманітарних зв'язків України з Російською Федерацією. Депутат Верховної Ради УРСР 10—11-го скликань. Народний депутат України 1-го скликання. Член ЦК КПУ в 1986—1991 роках.

## Життєпис
Освіта вища, у 1959 році закінчив Харківський інженерно-будівельний інститут за фахом інженер-будівельник.
З 1959 року — майстер, виконроб, старший виконроб, начальник дільниці Криворізького спецуправління № 552 тресту «Дніпромонтажспецбуд».
Член КПРС з 1963 року.
У 1963—1972 роках — начальник дільниці, головний інженер, начальник Дніпропетровського спеціального управління тресту «Дніпромонтажспецбуд».
У 1972 — квітні 1975 року — завідувач відділу будівництва та міського господарства Дніпропетровського міського комітету КПУ.
11 квітня 1975 — 1977 року — 1-й секретар Бабушкінського районного комітету КПУ міста Дніпропетровська.
У 1977—1980 роках — секретар Дніпропетровського міського комітету КПУ.
У 1980—1983 роках — заступник, 1-й заступник голови виконавчого комітету Дніпропетровської обласної ради народних депутатів.
У 1983 — грудні 1988 року — 1-й секретар Дніпропетровського міського комітету КПУ.
У грудні 1988 — серпні 1990 року — 2-й секретар Дніпропетровського обласного комітету КПУ.
З серпня 1990 до серпня 1991 року — 1-й секретар Дніпропетровського обласного комітету КПУ.
Народний депутат України 12 (1) скликання з 03.1990 р. до 04.1994 р. Голова підкомітету з питань розвитку соціальної інфраструктури села і використання соціальних об'єктів Комісії з питань відродження та соціального розвитку села.
З 1996 року — генеральний директор Дніпропетровської обласної спілки промисловців та підприємців.
Одночасно з 2003 року — перший заступник голови правління всеукраїнської громадської організації «Союз споживачів України».

## Родина
Дружина Людмила Іванівна (1938) — кандидат педагогічних наук. Донька Олена (1974) — лікар-кардіолог.

## Нагороди та звання
- Орден Жовтневої Революції (1986)
- Орден Трудового Червоного Прапора (1971)
- Орден «Знак Пошани» (1976)
- «За заслуги» III ст. (1999)
- «За заслуги» II ст. (26.06.2006)
- «За заслуги» I ст. (2012)
- медаль «За доблесну працю» (1970)
- медаль «Ветеран праці» (1985)
- 3 медалі
- Почесна грамота Президії Верховної Ради Української РСР (1986)
- Почесна грамота Верховної Ради України «За особливі заслуги перед українським народом» (2007)
- Заслужений будівельник Української РСР (1988)